# 加古隆
加古 隆（かこ たかし、1947年1月31日 - ）は、日本の作曲家、ピアニスト。
大阪府豊中市出身。東京藝術大学作曲科卒業、同大学大学院修了。パリ国立高等音楽院卒業。息子は俳優・声優の加古臨王。神奈川県湯河原町と長野県軽井沢町の2カ所にアトリエを構える。

## 概論
作曲においては、ジャズ・クラシック・現代音楽の要素を融合させた独自の作曲形式を確立しており、ピアニストとしては、自身の作品の演奏を中心に活動している。また、映像作品とのコラボレーションによる音楽も数多く手掛け、映像音楽の作曲家としても活動の幅を広げている。自身の作品によるコンサートは世界各国に及び、オリジナルアルバムは50作品を超える。ピアノから紡ぎ出される透明な音の響きから、「ピアノの詩人」あるいは「ピアノの画家」と称される。1980年代からかぶり始めた帽子がトレードマークとなっており、ステージでも必ず身につけている。コンサートでの演奏は全て暗譜で行う。

## 経歴
1947年に、音楽とは全く縁のない家庭に生まれ、大阪府豊中市で育つ。音楽との出会いは小学校のとき。知り合い宅に行った際、当時日本ではまだ珍しかったレコードプレーヤーと、1枚だけあったLPレコード。そのレコードを聴いた加古は大変心地よくなり、これを機にその知り合い宅へレコードを聴きたいがために、泊り込みで通うようになり、枕元にプレーヤーを置いて何度も何度も音楽を聴きながら眠った。この曲がトスカニーニ指揮、ベートーヴェン作曲の交響曲第5番『運命』であった。小学2年頃、当時の担任が音楽の教師で、生徒に器楽合奏をやらせていたが、どんな楽器も上手に演奏する加古をみて、両親にピアノを習わせることを薦める。小学校から中学時代にかけて、クラシック音楽のレコード収集に熱中するが、当時は唯一の情報源がレコード店であり、何度も訪れるうちに、店主に珍しがられ、いろいろなレコードを教えてもらう。中学生のある日、ストラヴィンスキーの「三大バレエ組曲」（『火の鳥』『春の祭典』『ペトルーシュカ』）に出会う。これまでのクラシック音楽とは大きく異なる、現代音楽の魅力にとりつかれる。
中学3年生の頃、当時ピアノを習っていた先生のひとこと「君はあまりレッスンに熱心ではないけれど、作曲家を目指すのも、夢があっていいと思う」という言葉が決め手となり、東京藝術大学作曲科への入学を決意。
中学校を卒業後、大阪府立豊中高等学校へ入学。1年のとき、先輩に誘われて行ったフェスティバルホールでのアート・ブレイキーとジャズ・メッセンジャーズのライブで、ジャズの刺激的な音に体を雷に打たれるほどの衝撃を受け、次の日からジャズのレコード収集に奔走する。
1965年、東京藝術大学作曲科へ入学。その後約1年間は、作曲の勉強よりもジャズの演奏活動に夢中になっていた。三善晃の指導をきっかけに作曲に魅力を感じ、作曲の勉強とジャズの両方をやっていてはどちらも中途半端になってしまうと思い、ジャズからは意識的に距離を置き、聴くこともやめ、現代音楽の作曲家を志す。1969年、同大学院へ進学。在学中の翌1970年には、自身の作品が毎日音楽コンクール作曲部門・管弦楽曲第2位を受賞するほか、翌年には「オーケストラの為の《構成》」が若杉弘指揮、東京フィルハーモニー交響楽団により初演される。
1971年7月、フランス政府給費留学生として渡仏。パリ国立高等音楽院で、オリヴィエ・メシアンに作曲を学ぶ。翌年、「アルトとピアノのための《旅人と夜の歌》」・「オーケストラの為の一章」が、パリ音楽院管弦楽団により初演される。メシアンは折に触れて、「加古君、あなたが日本人であることは、とてつもない財産なのです」と語っていた。そしてこの言葉が、西欧風の曲を主に書いていた加古に、自分の生まれ育った国である日本に目を向けさせるきっかけとなった。
パリに留学して1年が経った頃、学友の家で、それまで知らなかったフリー・ジャズのレコードを聴く。現代音楽とフリー・ジャズの間に、何かしらの共通性を見出した加古は、これなら自分にもできると思った。そしてある偶然のきっかけで、学校には籍を残したまま、1973年、即興ピアニストとしてプロ・デビューを果たす。このことが以後、現代音楽分野における作曲活動と、ジャズにおける即興演奏活動の共存を生み出し、加古にとって、より広い意味での現代音楽の追求へとつながった。
一方で、フリー・ジャズ仲間のリズム・セクションでトリオ「TOK (トーク)」を結成（TakashiのT、Oliver Johnson（ドラム）のO、Kent Carter（ベース）のK、の頭文字がグループの名前）。ヨーロッパ全土で演奏活動を繰り広げ、1979年に日本人として初めて、ECMレコードからアルバム『パラドックス』を発表する。これは加古自身の、ジャズにおける金字塔とも言われている。
同じ1979年の冬、天候の悪化でロンドンから来られなくなったピアニストの代役として、急遽フランスのカーンで行われた音楽祭に出演。音楽祭当日に電話が入り引き受けた。加古にとって初となるピアノ・ソロ・コンサートで、それまでのどんなステージとも違う啓示のようなものを感じる。
帰国後の1985年2月。東京西武劇場（現パルコ劇場）での3夜連続のソロ・コンサート。音楽評論家野口久光の「一度でいいから、誰でも知っているメロディーを、取り上げてごらん」という言葉から始まった、新しい音楽への追求、その結果がここに完成した。しかし、完成した作品は当時の加古の音楽とは著しく性格を異にするものだったため、自分らしさを失うのではないかという思いから、この曲を初演すべきか否か、当日の朝まで迷っていた。しかしながら思い切って演奏に踏み切った後、世間の評価は別として、イングランドの民謡「グリーンスリーブス」をモチーフにした楽曲「ポエジー」をきっかけに、シンプルなメロディーの大切さを再認識し、音を丹念に選んでいく訓練を長く受けてきた自分にとっての「作曲」という作業に、新たな音楽の世界：自分らしさ、を発見する。「作曲」という概念を自身の音楽に積極的に取り入れるようになった加古の音楽は、この作品を機に、大きくその容貌を変化させる。まさに、作曲家・ピアニストとして自覚する契機となったのが「ポエジー」であった。

### 映像作品への参加
1995年にNHKスペシャル『映像の世紀』の音楽を担当した。テーマ曲の「パリは燃えているか」は大きな反響を呼び、加古の代表曲となる。
1997年、NHK『ドキュメントにっぽん』の音楽を担当（テーマ曲「青の地平」）、翌1998年に担当したベルギー映画『The Quarry』ではモントリオール世界映画祭で「最優秀芸術貢献賞」を受賞。2000年にはNHK『にんげんドキュメント』のテーマ曲「黄昏のワルツ」が誕生する。
2001年、映画『大河の一滴』の音楽を手掛け、翌2002年には映画『阿弥陀堂だより』の音楽で、第57回毎日映画コンクール「音楽賞」および第26回日本アカデミー賞「優秀音楽賞」を受賞。2005年、NHKスペシャル『日本の群像 再起への20年』の音楽を担当。2006年に担当した映画『博士の愛した数式』の音楽では、第61回毎日映画コンクール「音楽賞」を受賞した。2014年の映画『蜩ノ記』の音楽でも第38回日本アカデミー賞優秀音楽賞を受賞した。

## 年譜
- 1969年 - 東京藝術大学音楽学部作曲科卒業。
- 1970年 - NHK毎日音楽コンクール（現「日本音楽コンクール」）作曲部門入賞。
- 1971年 - 東京藝術大学大学院作曲研究室修了後、フランス政府給費留学生としてパリ国立高等音楽院作曲科に留学し、オリヴィエ・メシアンに師事。
- 1973年 - パリでフリー・ジャズピアニストとしてデビューし、ヨーロッパ各国で公演を行う。ジャズ誌に「現在フランスで聴くことのできる最高のピアニスト」と評される。
- 1978年 - ピアノトリオ「TOK」（トーク）を結成。バンド名は、メンバー3人（タカシ・カコ、オリバー・ジョンソン、ケント・カーター）の名前の頭文字による。
- 1979年 - フランスのカーンで行われた音楽祭に出演し、初のピアノ・ソロ・コンサートを行う。
- 1980年 - 日本に帰国。ピアノ・ソロの活動を本格化する。
- 1985年 - イングランドの民謡「グリーンスリーブス」をモチーフにした曲「ポエジー」が、「ニッカウヰスキー」のCF曲として使用され、大ヒットとなる。
- 1988年 - アルバム『スクロール』で、スイングジャーナル社主催「日本ジャズ賞」を受賞。
- 1989年 - 天児牛大演出、イズマエル・イヴォ（ダンサー）との共演で「アポカリプス」を初演。
- 1990年 - ピアノ交響詩「春 〜花によせて」を大阪・国際花と緑の博覧会にて初演。その後、大友直人指揮、東京フィルハーモニー交響楽団との共演による演奏がCD化される。
- 1991年 - 映画“On the Earth In Heaven”（監督：マリオン・ハンセル）の音楽を担当。
- 1992年 - アメリカカーネギーホール（Weill Recital Hall）にてピアノ・ソロ・コンサートを行う。
- 1995年 - NHKスペシャル「映像の世紀」の音楽を担当。番組の放送終了後、NHKに音楽に関する問い合わせが殺到する。
- 1997年 - NHK「ドキュメントにっぽん」の音楽を担当。
- 1998年 - モントリオール世界映画祭のグランプリ作品である映画『月の虹』（原題：The Quarry、監督：マリオン・ハンセル）の音楽を担当したことで、「最優秀芸術貢献賞」を受賞。
- 2000年 - NHK『にんげんドキュメント』の音楽を担当。演奏時間50分を超える、組曲「映像の世紀」を発表。初演は大阪にて、金聖響指揮、大阪センチュリー交響楽団との共演で行われた。映画「式日」の音楽を担当。
- 2001年 - 映画『大河の一滴』の音楽を担当。
- 2002年 - 映画『阿弥陀堂だより』の音楽を担当し、第57回毎日映画コンクール「音楽賞」及び第26回日本アカデミー賞「優秀音楽賞」を受賞。
- 2003年 - NHKスペシャル「地球市場・富の攻防」の音楽を担当。フジテレビ系で放送されたドラマ「白い巨塔」の音楽を担当。エレキギターを用いた音楽で、大きな話題を呼んだ。
- 2005年 - NHKスペシャル「日本の群像 再起への20年」の音楽を担当。宮城県気仙沼高等学校の校歌を作曲。
- 2006年 - 映画『博士の愛した数式』の音楽を担当し、第61回毎日映画コンクール「音楽賞」を受賞。熊野古道世界遺産登録2周年を記念しての、三重県からの委嘱作品「熊野古道 〜神々の道〜」を作曲。世界遺産登録からちょうど2年になる7月1日、三重県文化会館にて世界初演コンサートが行われた。
- 2006年 - ウイーンのダンスフェスティバルにおいて「アポカリプス」を再演。
- 2010年 - オーケストラ・アンサンブル金沢の委嘱作「ヴァーミリオン・スケープ〜朱の風景」を井上道義の指揮で世界初演。ヴァイオリンの相川麻里子、ヴィオラの南かおり、チェロの植木昭雄と「加古隆クァルテット」を結成。
- 2011年 - NHKスペシャル『日本人はなぜ戦争へと向かったのか』の音楽を担当。
- 2017年 - 第68回「日本放送協会放送文化賞」を受賞[6]。
- 2022年 - NHK「映像の世紀 バタフライエフェクト」の音楽を担当。

## ディスコグラフィ
リーダー作品
- Emergency名義, Homage to Peace（1973年） - ヨーロッパデビューアルバム
- 高木元輝=加古隆カルテット名義, パリ日本館コンサート - Jazz A Maison De Japon, Paris（1974年）- 日本デビューアルバム
- パッサージュ - Passage（1976年）
- マイクロワールド - Micro World （1976年）
- Night Music（1977年）
- 巴里の日 - Paris Days（1977年）
- 海の伝説 - 私 - Legend od the Sea - Myself（1977年）
- TOK（1978年）
- TOK-LIVE（1978年）
- 宮間利之とニューハードと共同名義, エル・アル - El Al（1979年）- 坂田明、富樫雅彦が参加
- TOK名義, パラドックス - Paradox（1979年）
- 富樫雅彦と共同名義, ヴァレンシア - Valencia（1980年）
- 夜明け - L'Aube（1984年）
- 佐藤允彦、高瀬アキ、橋本一子と共同名義, 『トワイライトモノローグス』 - Twilight Monologues（1984年）
- ソロ・コンサート - Solo Concert（1985年）
- いにしえの響き：パウル・クレーの絵のように - Klee（1986年）
- ポエジー - Poesie（1986年）
- スクロール - Scraul（1987年）
- KENJI - Kenji（1988年）
- 幻想行 - Long Journey（1990年）
- 春：花によせて - Spring（1990年）
- エスタンプ・ソノール - Estampe Sonore（1991年）
- アポカリプス 〜黙示録（1992年）
- 風の画集（1992年）
- 水の前奏曲（1993年）
- ノルウェーの森（1994年）
- 『NHKスペシャル 映像の世紀』オリジナル・サウンドトラック（1995年）
- 予感 アンジェリック・グリーンの光の中で（1998年）
- 静かな時間（1999年）
- 『The Quarry（月の虹）』オリジナル・サウンドトラック（1999年）
- 「パリは燃えているか」『NHKスペシャル 映像の世紀』オリジナル・サウンドトラック完全版 - "Is Paris Burning" NHK special The 20th Century in Moving Images Original Soundtrack Complete Edition （2000年）
- 「ジブラルタルの風」加古隆・ピアノ・ソロ・ベスト（2000年）
- Scene（シーン） 映像音楽作品集 1992-2001（2001年）
- 『大河の一滴』オリジナル・サウンドトラック（2001年）
- 『阿弥陀堂だより』オリジナル・サウンドトラック（2002年）
- 風のワルツ（2002年）
- Anniversary 1973-2003（2003年）
- 『白い巨塔』オリジナル・サウンドトラック（2004年）
- 白い巨塔 - コンプリート（2004年）
- 『博士の愛した数式』オリジナル・サウンドトラック（2006年）
- PIANO（2006年）
- 熊野古道（2007年）
- 『明日への遺言』オリジナル・サウンドトラック（2008年）
- THE BEST(6) 加古隆（2008年）
- SILENT GARDEN（2009年）
- QUARTET（2010年）
- 『最後の忠臣蔵』オリジナル・サウンドトラック（2010年）
- 『太平洋の奇跡』オリジナル・サウンドトラック（2011年）
- QUARTET II（2013年）
- ANTHOLOGY（2013年）
- 『蜩ノ記』オリジナル・サウンドトラック（2014年）
- 『NHKスペシャル 新・映像の世紀』オリジナル・サウンドトラック（2015年）
- 「パリは燃えているか」集成 - Is Paris burning - A collection（2015年）
- 『NHKスペシャル 新・映像の世紀』オリジナル・サウンドトラック完全版（2016年）
- 『エヴェレスト 神々の山嶺』オリジナル・サウンドトラック（2016年）
- 『NHKスペシャル 映像の世紀』コンサート（2017年）
- 『散り椿』オリジナル・サウンドトラック（2018年）
- QUARTET III 組曲「映像の世紀」（2021年）
- 『峠 最後のサムライ』オリジナル・サウンドトラック（2022年）

## 音楽を担当した映像作品

### 映画
- 化身（1986年）
- 未来の想い出 Last Christmas（1992年）
- On the Earth In Heaven（1992年） - ベルギー・スペイン・フランス合作、1992年アルカッション映画祭グランプリ受賞
- The Quarry（月の虹）（1998年）
- 式日（2000年）
- 大河の一滴（2001年）
- 阿弥陀堂だより（2002年）
- 白い犬とワルツを（2002年）
- 博士の愛した数式（2006年）
- 明日への遺言（2008年）
- 最後の忠臣蔵（2010年）
- 太平洋の奇跡 -フォックスと呼ばれた男-（2011年）
- 家路（2014年）
- 蜩ノ記（2014年）
- 果し合い（2015年）
- エヴェレスト 神々の山嶺（2016年）
- 笑う101歳×2（2016年）
- 散り椿（2018年）
- 帰郷 (2020年)
- 峠 最後のサムライ（2022年）
- 雪の花 -ともに在りて-（2025年）[7]

### テレビ
- 土曜ドラマ 松本清張シリーズ「棲息分布」「最後の自画像」「依頼人」「たずね人」（1977年、NHK） - 担当した初の映像作品
- 土曜ドラマ 価格破壊（1981年、NHK）
- 水曜ドラマスペシャル　胡桃の家(1987年、TBS)
- 土曜ドラマ 四万十川 -あつよしの夏-（1988年、TBS）
- こころの王国　童謡詩人　金子みすゞの世界[8] （1995年、NHK）
- 刑事追う!（1996年、テレビ東京）
- 宮沢賢治 銀河の旅びと（1996年、NHK）
- 五木寛之 日本人のこころ（2001年、TBS BS-i）
- 白い巨塔（2003年、フジテレビ開局45周年記念番組）
- NHKスペシャル 終戦特集ドラマ 気骨の判決（2009年、NHK総合）
- 土曜ドラマスペシャル キルトの家（2012年、NHK総合）
- 開局55周年記念ドラマスペシャル 上意討ち 拝領妻始末（2013年、テレビ朝日）

#### ドキュメンタリー
- NHKスペシャル 映像の世紀（1995年、NHK総合）
- ドキュメントにっぽん（1997年、NHK総合）
- NHKスペシャル 摩周湖（1997年、NHK総合）
- にんげんドキュメント（2000年、NHK総合）
- NHKスペシャル 地球市場・富の攻防（2003年、NHK総合）
- 映像記録 昭和の戦争と平和 -カラーフィルムでよみがえる時代の表情-（2003年、NHK衛星第1テレビジョン）
- NHKスペシャル 日本の群像 再起への20年（2006年、NHK総合）
- NHKスペシャル 日本海軍　４００時間の証言（2009年、NHK総合、全3回）
- NHKスペシャル「立花隆 思索ドキュメント がん 生と死の謎に挑む」（2009年11月23日、NHK総合）[9]
- NHKスペシャル シリーズ日米安保50年（2010年、NHK総合）
- NHKスペシャル 日本人はなぜ戦争へと向かったのか（2011年、NHK総合）
- 旅のチカラ「パリは未だ燃えているか 〜加古隆・フランス〜」（2013年2月14日、再放送・2021年4月9日、NHK BSプレミアム）[10]
- NHKスペシャル　新・映像の世紀（2015年10月25日 - 2016年3月20日）
- 映像の世紀プレミアム（2016年5月28日 - 2021年12月4日）
- 映像の世紀 バタフライエフェクト（2022年4月4日 - ）

### CM曲
- 「ポエジー」（アルバム『ポエジー』に収録）：ニッカウヰスキー（1985年）
- 「ジブラルタルの風（マンドリン・ヴァージョン）」（アルバム『Scene 映像音楽作品集』に収録）：カネボウ「デナリ」（1992年）
- 「一つの予感」（アルバム『予感 〜アンジェリック・グリーンの光の中で〜』に収録）：「ホンダ・レジェンド」（1997年）